# Víctor Pey
Víctor Pey Casado (Madrid, 31 de agosto de 1915-Santiago, 5 de octubre de 2018) fue un ingeniero, profesor y empresario español nacionalizado chileno. Tras luchar en la guerra civil española, se exilió en Chile, donde fue copropietario de una empresa de ingeniería, director del diario Clarín y consejero del presidente Salvador Allende.

## Familia y juventud en España
Nació en Madrid, hijo de Segismundo Pey Ordeix, ampurdanés, y Manuela Casado, vallisoletana.
Durante la guerra civil española combatió por el bando republicano, integrando la Columna Durruti, encabezada por el anarquista Buenaventura Durruti, que marchaba hacia la ofensiva de Huesca. Posteriormente trabajó junto a su hermano Raúl en el Departamento Siderometalúrgico de la Comisión de Industrias de Guerra de Cataluña en Sitges, creada mediante decreto de la Generalidad, donde crearon armas para los republicanos. En ese entonces vivía en el 5.º 2.ª de la calle Comte d'Urgell 153, en el Distrito del Ensanche barcelonés.
Tras la caída de Barcelona, el 26 de enero de 1939, se le ordenó resguardar la fábrica de armamentos de Olot, con el fin de mantener la resistencia armada que supuestamente habría en Cataluña, lo cual no prosperó. Por ello, junto a su hermano Raúl, cruzó la frontera con Francia, país donde son detenidos y llevados a un campo de prisioneros en Perpiñán. Allí se reúnen con su madre, Manuela, y su hermana Diana, ambas ligadas a la masonería, quienes les ayudan a escapar a Lyon.
Luego viaja a París, donde consiguió empleo en el gobierno republicano en el exilio, y se entrevistó con el poeta chileno y cónsul de ese país, Pablo Neruda, para embarcarse a Chile con su familia —su madre, sus dos hermanos y su cuñado, el ingeniero Lorenzo Colli— en el barco Winnipeg, zarpando desde Pauillac la mañana del 4 de agosto de 1939.

Lo que sí recuerdo muy bien es que en el momento en que el "Winnipeg" levó anclas y empezó a navegar, en la popa del barco había un coro que ya habían formado los catalanes y empezaron a cantar «L'Emigrant». Me causó una gran impresión que he recordado siempre.
Víctor Pey (2014).

## Exilio en Chile

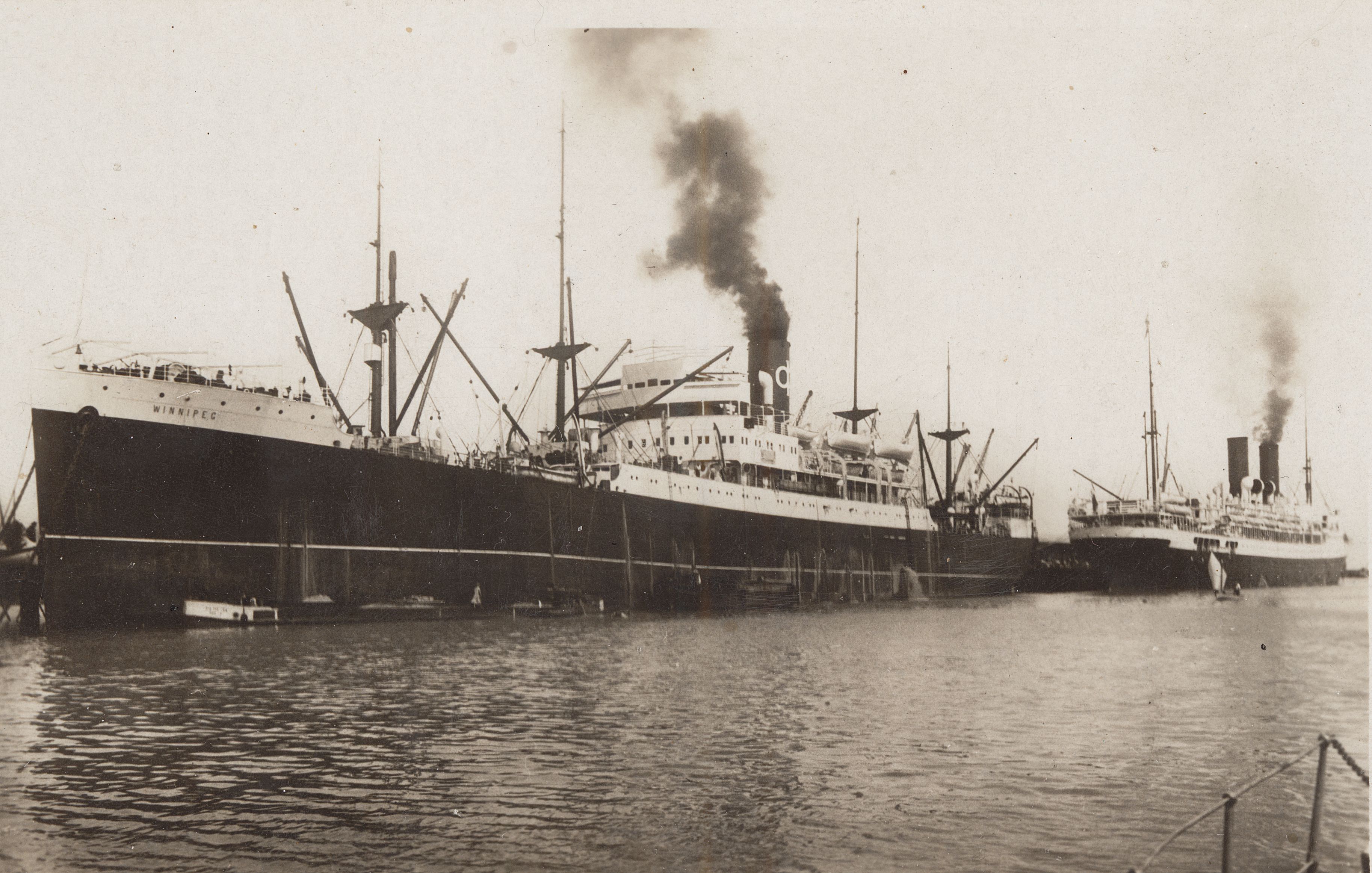
Barco Winnipeg en 1939.

Pey y su familia arribaron a Chile la noche del 2 de septiembre de 1939 a Valparaíso, y se trasladaron al día siguiente a Santiago. Allí, consiguió trabajo como topógrafo, junto al ingeniero José Saitúa, quien estaba a cargo de la construcción de un acueducto entre Laguna Negra y Santiago.
Posteriormente trabajó junto a su hermano Raúl en ingeniería, y formaron la empresa Raul Pey y Cía., que desarrolló varios proyectos de gran envergadura, entre los que se incluyen la construcción de la Ciudad del Niño Presidente Juan Antonio Ríos M., del puerto comercial de Arica —realizado entre 1960 y 1965—, además de otras obras portuarias y de infraestructura pública. En 1964 Raúl y Víctor Pey formaron en Perú la empresa Ingeniería Civil e Industrial S.A. (ICISA).

## Periódico Clarín
Fue amigo personal de Salvador Allende y de Pablo Neruda. Al primero lo conoció en la década de 1940, cuando se hacían tertulias políticas en la casa de Aníbal Jara, en ese entonces director de La Hora, periódico para el cual Pey escribió varias columnas. En los años 1950 se reencontró con Neruda, a quien acogió junto a su cónyuge Delia del Carril en la clandestinidad, dada la persecución a los dirigentes comunistas iniciada con la Ley de Defensa Permanente de la Democracia (llamada también «Ley Maldita») en 1948 durante el gobierno de Gabriel González Videla y lo ayudó a escapar por Argentina a Francia.
Adquirió las instalaciones rotativas gráficas de propiedad de Darío Sainte-Marie Soruco (alias Volpone), dueño del periódico Clarín, que bajo la dirección de Pey fue considerado un portavoz oficial y un vocero escrito durante el gobierno de Allende.

## Exilio en Venezuela y retorno a Chile
Después del golpe militar de 1973, se le expropiaron todas las instalaciones del diario Clarín, cuya personería y su periódico fueron clausurados por la dictadura militar; consecuentemente fue perseguido por el régimen, debiendo exiliarse en Venezuela.
Regresó a Chile después del retorno a la democracia e intentó reactivar el diario Clarín; pero en todos los gobiernos sucesivos de la Concertación fue rechazada su petición. Elevó por medios judiciales una demanda contra del Estado de Chile solicitando una indemnización por daños morales, la justicia falló a su favor; pero luego se anuló. A pesar de que sus petitorios de justicia se renovaron gobierno tras gobierno, nunca se le otorgó ninguna indemnización.
En septiembre de 2015, coincidiendo con su centenario fue homenajeado con la «Medalla Rectoral» por la Universidad de Chile, por «su larga trayectoria en defensa de la libertad de expresión y de los Derechos Humanos». En la ceremonia, autoridades de la universidad y personalidades de diferentes ámbitos de la vida nacional destacaron «su consecuencia y su alta calidad moral».

## Fallecimiento
Falleció de causas naturales a los 103 años en Santiago de Chile.